# راي براون
راي براون (بالإنجليزية: Ray Brown) (11 فبراير 1928 في المملكة المتحدة - ) هو مدرب كرة قدم ولاعب كرة قدم بريطاني في مركز جناح ‏. لعب مع دونفرملين أثلتيك ونادي دمبرتون ونوتس كاونتي ونادي لانارك الثالث ونادي كاودينبيث لكرة القدم ونادي كوينز بارك.